# Site web de cuisine
 (décembre 2018).
Un site web de cuisine est un site qui donne de l'information sur la cuisine en général et qui, pour l'essentiel, publie des recettes de cuisine.
Il faut distinguer les sites web de cuisine suivant leur finalité : 
- sites d'information et de recettes, originaux ou issus d'autres médias (journaux spécialisés, émissions radio ou télé, critiques gastronomiques… ) ;
- sites de restaurateurs ou de professionnels des métiers de la bouche, du grand chef au simple traiteur de quartier, vantant souvent avec passion leur production ;
- sites de gastronomes amateurs voulant partager leur engouement pour un produit, une recette ou un menu ;
- sans oublier les innombrables blogs qui se sont créés ces dernières années traitant tous les sujets possibles et imaginables sur le vaste domaine de la cuisine et de la gastronomie ;
- sites des producteurs d'aliments sous toutes leurs formes (produits frais, sous-vide, conserves… ) ou de leurs corporations (boucherie, charcuterie, poissonnerie, fruits et légumes… ) ;
- sites marchands, de la vente de cuisines aménagées (voir cuisiniste) aux ustensiles de cuisine (de la cocotte en fonte au simple économe) en passant par toutes sortes de matériel de cuisson.

## Informations et divertissements
Pour l'internaute, le site web de cuisine est le plus souvent un site de divertissement, d'information et d'échange de savoir. De nombreuses recettes par exemple sont proposées avec des variations, des « trucs et astuces », de nouvelles idées toujours en extension. Mais chacun peut aussi profiter des sites commerciaux sur lesquels les qualités et les prix des différents produits peuvent être comparés, produits qui peuvent aussi être réservés ou commandés pour se les faire livrer.
Le contenu traditionnel des magazines et des journaux spécialisés dans les arts culinaires et, il faut bien le dire, leurs écrans publicitaires, sont le plus souvent repris : recettes bien sûr, mais aussi articles et documentaires sur les produits de saison et du terroir, les fromages, l'œnologie, les vins, spiritueux et cocktails, les cuisines régionales et les recettes exotiques du monde, les modes de cuisson, la cuisine diététique, le bien-être et la santé, la décoration, les menus, les bonnes adresses, l'actualité et la littérature culinaire. Les fonctions offertes par le web sont adaptées et enrichissent les thèmes abordés profitant de l'instantanéité de la publication, l'inter-activité des pages et des possibilités audio et vidéo de la toile. Par l'intermédiaire de son site web, un cuisinier peut expliquer en détail la réalisation d'un plat grâce à une série de photographies ou de vidéo souvent plus explicites qu'un texte. Les internautes ont aussi la possibilité de poser des questions sur une recette, de la commenter et même de la critiquer en y apportant son expérience ou son talent. Le web permet aussi à chacun de prendre la place du cuisinier et d'exposer ses propres recettes avec des outils de communication de plus en plus élaborés. Certains grands chefs, comme Alain Ducasse, vont jusqu'à mettre en ligne certains cours de leur école de cuisine ou d'œnologie. 
Les principaux guides gastronomiques (Guide Michelin, Gault et Millau... ) et beaucoup de magazines de cuisines (Guide Cuisine ou Cuisine Actuelle) ont depuis peu leurs pages web qu'ils développent progressivement en sites spécialisés et de ventes par correspondance. Une revue généraliste comme Elle a créé le site web consacré à la cuisine Elle, à table, où sont détaillés et traités tous les thèmes culinaires comme « fiches cuisine, menus de chefs, menus de stars, cuisine du placard, cuisine minceur, idées de menus, que faire avec, adresses gourmandes, côté cave, vidéos, cuisine recettes faciles, cuisine du monde, desserts, cocktails, restaurants… »
L'émission Un dîner presque parfait et son pendant Top Chef sur M6 sont aussi exemplaires avec leur site web de cuisine présentant l'émission, les candidats, les jurys, mais aussi des recettes, des jeux et des quiz, des photos, des vidéos, des reportages.
Généralement, chaque site web de cuisine possède son forum où tout le monde peut s'exprimer.

## Éditeurs
Il existe trois grandes familles d'éditeurs de sites web de cuisine :
- les sites web d'informations générales et de divertissement non spécialisé qui ouvrent une rubrique « cuisine » ;
- les sites professionnels spécialisés dans la cuisine où une spécialité de la gastronomie telle que les alcools ou les desserts ;
- les sites d'amateurs de cuisine qui mettent sur leurs sites ou leurs blogs leurs recettes familiales ou personnelles.